# エシレ
エシレ （Échiré）は、フランス、ヌーヴェル＝アキテーヌ地域圏、ドゥー＝セーヴル県のコミューン。ニオールに近接する。

## 歴史
新石器時代より定住地があったと推測されており、古代の墓地からは子供と一緒に埋葬された女性が発見された。20世紀に入ってからは、町の中心部にある教会の隣からガロ＝ロマン時代の神殿跡が見つかっている。

## 経済
エシレバターの名で知られるように乳製品製造が盛んである。